# 추코토

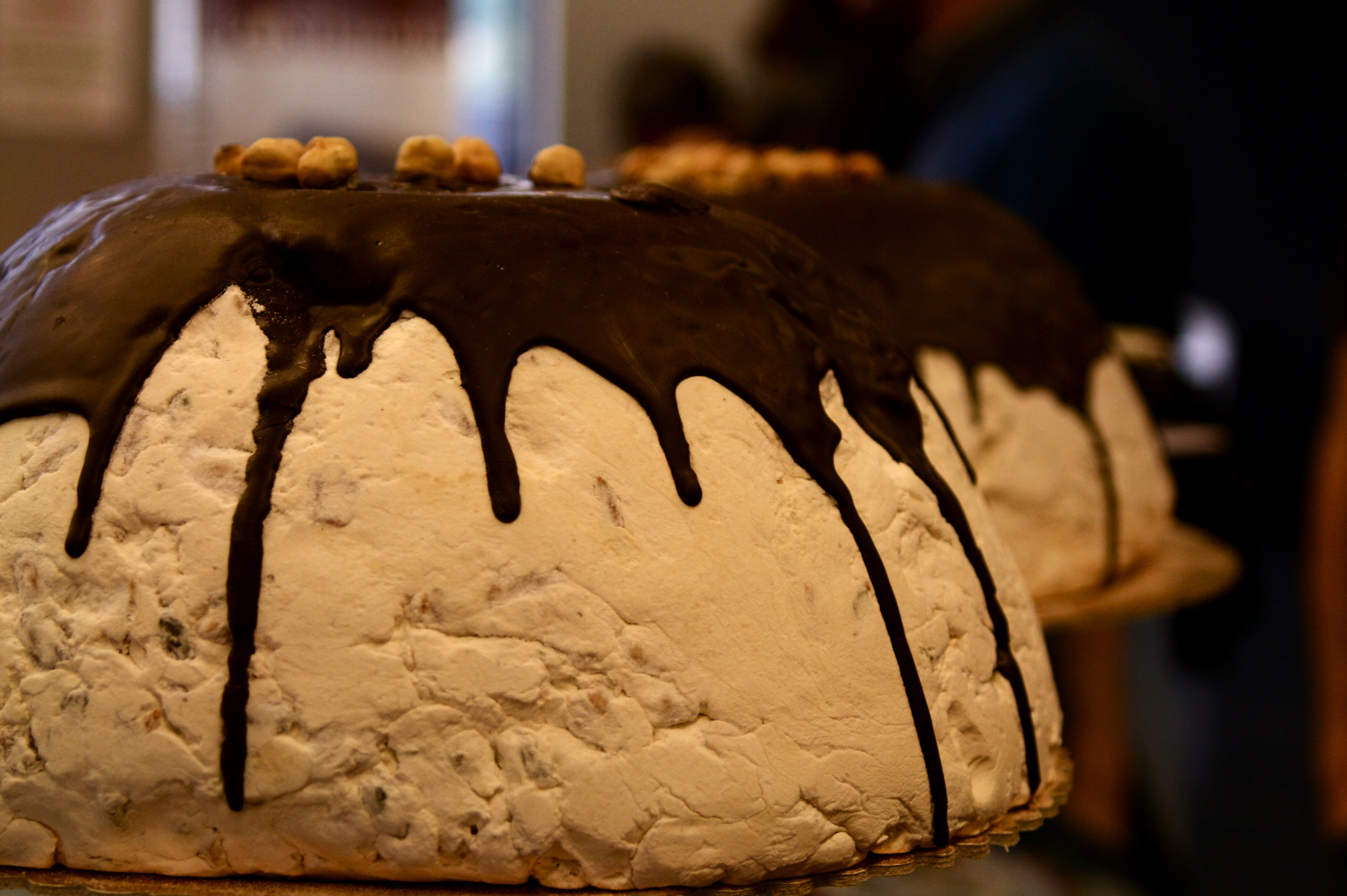
추코토

추코토(Zuccotto)는 피렌체에서 유래한 이탈리아의 케이크이다. 아이스크림 케이크의 일종으로 전통적으로는 호박 모양으로 된 틀에 만드는데 Zuccotto가 작은 호박이라는 뜻이다. 이 모양은 피렌체의 대표적인 건물인 두오모 성당의 지붕에서 유래한 것으로 본다.